# Michael McKenry
Michael Charles McKenry (né le 4 mars 1985 à Knoxville, Tennessee, États-Unis) est un receveur de la Ligue majeure de baseball. Il est présentement sous contrat avec les Rangers du Texas.

## Carrière

### Rockies du Colorado
Michael McKenry est drafté au 7e tour par les Rockies du Colorado en 2006.
Il fait ses débuts dans les majeures avec les Rockies le 8 septembre 2010 mais ne joue que six parties au cours desquelles il est cinq fois retiré sur des prises en neuf passages au bâton. 

### Pirates de Pittsburgh
Le 29 mars 2011, à la fin du camp d'entraînement, les Rockies l'échangent aux Red Sox de Boston en retour du lanceur droitier des ligues mineures Daniel Turpen. Il est assigné aux ligues mineures puis les Pirates de Pittsburgh font son acquisition des Red Sox le 12 juin.
McKenry dispute 58 matchs des Pirates en 2011. Il partage le poste de receveur avec Ryan Doumit, qui joue deux parties de plus que lui derrière le marbre. McKenry réussit son premier coup sûr dans le baseball majeur le 15 juin contre le lanceur J. A. Happ des Astros de Houston. Le 8 juillet lors d'une visite à Pittsburgh des Cubs de Chicago, il frappe son premier coup de circuit aux dépens de Carlos Marmol. McKenry termine la saison avec deux circuits et 11 points produits.
Il joue 88 matchs comme substitut à Rod Barajas à Pittsburgh en 2012 et réussit des sommets en carrière de 56 coups sûrs, 14 doubles, 12 circuits, 39 points produits et 25 points marqués.
Réserviste à Russell Martin en 2013, sa moyenne au bâton passe de ,233 la saison précédente à ,217 avec 3 circuits et 14 points produits en 41 matchs joués. En juillet cette année-là, il subit une opération au ménisque gauche.

### Retour au Colorado
Le 16 janvier 2014, McKenry revient dans l'organisation des Rockies du Colorado, qui lui offrent un contrat des ligues mineures. Après l'opération au genou gauche subie l'été précédent, il amorce la saison 2014 dans les ligues mineures afin de retrouver la forme mais connaît une solide saison en offensive après avoir rejoint les Rockies. Il dispute 57 matchs, dont 50 comme receveur substitut de Wilin Rosario, et affiche en 192 passages au bâton une très belle moyenne de ,315 pour aller avec un pourcentage de présence sur les buts de ,398. Sa moyenne de puissance se chiffre à ,512 et il frappe 8 circuits.

### Rangers du Texas
Le 30 décembre 2015, McKenry signe un contrat des ligues mineures avec les Rangers du Texas.